# Фартовый
«Фартовый» — фильм Владимира Яканина, снятый по мотивам книги Владимира Высоцкого и Леонида Мончинского «Чёрная свеча». Прообразом главного героя является Вадим Иванович Туманов.

## Сюжет
22-летний штурман Вадим Упоров по доносу арестован, осуждён на 25 лет по статье 58 и отправлен в один из лагерей ГУЛАГа. По прибытии в лагерь он ссорится с ворами, в частности, с вором в законе Дьяком, который приговаривает его к смерти. Чтобы избежать этой участи, он совершает побег («рывок»). Побег не удаётся — метким выстрелом майор НКВД ранит Упорова в плечо, а младшие сотрудники НКВД ловят его, жестоко избивают и кидают в карцер в БУР. В «сейфе» Упоров проводит полгода… А, когда возвращается в барак, Дьяк хочет «спросить» с него за былую ссору. Внезапно в барак врывается ссученный вор по кличке Саловар со своей бригадой. Начинается бой, в котором Упоров выступает против Саловара и практически убивает его. Подоспевшие сотрудники НКВД прекращают драку, Дьяк принимает Упорова к своим, а заключенный Каштанка дает ему погоняло Фартовый. С этого момента Фартовый участвует в конфликте между ворами, отбывающими наказание в ГУЛАГе (сучьей войне). Угрозы воров заставляют Упорова совершить ещё один побег: он помогает ворам вынести воровскую кассу на «большую землю»… Однако, при побеге двум эмоционально неуравновешенным заключенным начинает казаться, что Фартовый — предатель. Они убивают своего третьего товарища, и пытаются убить Фартового, но тот ловко скрывается от коллег по опасному делу. Снова побег раскрыт, в живых остаётся только Упоров…
Вадим скрывается в доме Натальи Елецкой — 17-летней девушки, которая приехала на поселение к своему дяде из Ленинграда. С первого взгляда Вадим и Наталья полюбили друг друга. И эта любовь дала Вадиму силы больше не искать смерти, а остаться в живых, пройти все круги лагерного ада под названием ГУЛАГ, и найти выход — досрочное освобождение со снятием судимости…
Через некоторое время Фартовый вызывается добровольцем зайти в заминированную шахту спасти людей. Взамен ему дают право на выходной в деревне. Фартовый замечательно проводит время с Натальей.
Фартовому начальник зоны предлагает сделку: УДО всей бригаде взамен на выполнение высокого плана по добыче золота открытым способом — методом, который предложил сам Фартовый. Фартовый собирает бригаду молотобойцев, куда включает и Дьяка. Дела идут неплохо, как вдруг сотрудник НКВД по секрету говорит Упорову, что кто-то из его бригады ворует золото.
Тем временем полупьяный майор НКВД, приревновавший Наталью к Фартовому, провоцирует конфликт бригады Фартового с людьми Саловара. На бой с Упоровым выходит Горбоносый, подручный Саловара в каракулевой папахе, бородатый и с ножом. Фартовый без труда расправляется с Горбоносым, который (судя по всему) получил контузию средней тяжести, и тут в бой вступает сам Саловар. Однако Каштанка ловко убивает Саловара, метнув нож. Внезапно появляется всё ещё не протрезвевший майор и убивает Каштанку выстрелом в спину.
Работы продолжаются. Фартовый выяснил, что золото ворует Дьяк. Он требует от Дьяка вернуть золото. Под угрозой смерти Дьяк нехотя соглашается.
Упорова и его бригаду отпускают. Вместе с Натальей Фартовый по пути встречают майора на автомобиле. Завязывается драка, в которой Фартовый побеждает и получает ключи от машины майора. В конце, главные герои уезжают на автомобиле.

## В ролях
| Актёр               | Роль         |
| ------------------- | ------------ |
| Владимир Епифанцев  | Вадим Упоров |
| Екатерина Вуличенко | Наташа       |
| Дмитрий Щербина     | Остоцкий     |
| Алексей Жарков      | Дьяк         |
| Николай Иванов      | отец Кирилл  |
| Борис Невзоров      | Губарь       |
| Александр Мохов     | Стадник      |
| Юрий Нифонтов       | Каштанка     |
| Владимир Пивоваров  | Зоха         |
| Сергей Греков       | Саловар      |
| Александр Мезенцев  | Селитёр      |